# Adrien Gontier
Adrien Gontier (29 de abril de 1992) es un deportista francés que compite en tiro con arco, en la modalidad de arco compuesto.
Ganó una medalla en el Campeonato Europeo de Tiro con Arco al Aire Libre de 2021 y tres medallas en el Campeonato Europeo de Tiro con Arco en Sala, en los años 2019 y 2024.

## Palmarés internacional
| Campeonato Europeo al Aire Libre | Campeonato Europeo al Aire Libre | Campeonato Europeo al Aire Libre | Campeonato Europeo al Aire Libre |
| Año                              | Lugar                            | Medalla                          | Prueba                           |
| -------------------------------- | -------------------------------- | -------------------------------- | -------------------------------- |
| 2021                             | Antalya (Turquía)                | Medalla de plata                 | Equipo                           |
| Campeonato Europeo en Sala       |                                  |                                  |                                  |
| Año                              | Lugar                            | Medalla                          | Prueba                           |
| 2019                             | Samsun (Turquía)                 | Medalla de oro                   | Equipo                           |
| 2019                             | Samsun (Turquía)                 | Medalla de plata                 | Individual                       |
| 2024                             | Varaždin (Croacia)               | Medalla de plata                 | Individual                       |